# Eduardo Fajardo
Eduardo Martínez Fajardo, né à Meis le 14 août 1924, mort à Mexico le 4 juillet 2019, est un acteur espagnol.

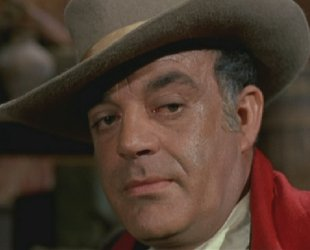
Eduardo Fajardo dans Django

## Biographie
Eduardo Fajardo joue dans plus de 180 films entre 1947 et 2002. Il a souvent joué dans des westerns spaghetti. Son rôle le plus célèbre est sans doute celui du major Jackson, antagoniste de Django dans le film de Sergio Corbucci, Django.

## Filmographie partielle

### Cinéma
- 1947 : Héroes del 95, de Raúl Alfonso : Enrique de Mendoza
- 1947 : Dulcinea (es) de Luis Arroyo : Ginés de la Hera
- 1947 : La princesa de los Ursinos (es) de Luis Lucia : capitaine émissaire
- 1949 : ¡El santuario no se rinde! (es), d'Arturo Ruiz Castillo : lieutenant Ramos
- 1951 : La leona de Castilla (es), de Juan de Orduña : Tovar
- 1951 : Alba de América (es), de Juan de Orduña : Gastón
- 1965 : À l'assaut du fort Texan (Gli eroi di Fort Worth), d'Alberto De Martino : Colonel George Bonnet
- 1965 : Un cercueil pour le shérif (Una bara per lo sceriffo), de Mario Caiano : Russell Murdock
- 1965 : Sous la loi de Django (La grande notte di Ringo), de Mario Maffei : Joseph Finley
- 1965 : Erik, le Viking (Erik il vichingo), de Mario Caiano : Olaf
- 1966 : La Vengeance de Ringo (Ringo, il volto della vendetta), de Mario Caiano : Tim
- 1966 : Intrigue à Suez (Un colpo da mille miliardi), de Paolo Heusch : Theopoulos
- 1966 : Gringo, jette ton fusil (El aventurero de Guaynas), de Joaquín Luis Romero Marchent : Don Pedro Villarda
- 1966 : Django, de Sergio Corbucci : major Jackson
- 1966 : Agent 3S3, massacre au soleil (Agente 3S3 - Massacro al sole), de Sergio Sollima : Professeur Karlesten
- 1967 : Killer adios (it), de Primo Zeglio : Sam Ringold
- 1967 : Superman le Diabolique (Come rubare la corona d'Inghilterra), de Sergio Grieco : Chandra
- 1967 : Coup de maître au service de sa majesté britannique (Colpo maestro al servizio di Sua Maestà britannica), de Michele Lupo : M. Ferrick
- 1967 : Gentleman Killer (Gentleman Jo... uccidi), de Giorgio Stegani
- 1967 : Quand les vautours attaquent (Il tempo degli avvoltoi), de Nando Cicero : Don Jaime Mendoza
- 1968 : Gringo joue et gagne (Tutto per tutto), d'Umberto Lenzi : Paco Nunez
- 1968 : Adiós hombre (7 pistole per un massacro), de Mario Caiano : Tilly
- 1968 : La Malle de San Antonio (Una pistola per cento bare), d'Umberto Lenzi : Chavel, le fou
- 1968 : El mercenario (Il mercenario), de Sergio Corbucci : Alfonso García
- 1968 : Autour de lui que des cadavres (...E intorno a lui fu morte), de León Klimovsky : Trevor
- 1968 : Un par un... sans pitié (Uno a uno sin piedad), de Rafael Romero Marchent : shérif Lyman
- 1969 : O Cangaceiro (O' Cangaceiro), de Giovanni Fago : Gouverneur Branco
- 1969 : Sur ordre du Führer (La battaglia d'Inghilterra), d'Enzo G. Castellari : officier allemand (non crédité)
- 1969 : Cinq Fils de chien (Cinque figli di cane), d'Alfio Caltabiano : Sir Louis Baymond
- 1970 : Compañeros (Vamos a matar compañeros),  de Sergio Corbucci : colonel
- 1970 : Un homme nommé Apocalypse Joe (Un uomo chiamato Apocalisse Joe), de Leopoldo Savona : Berg
- 1970 : Un joli corps qu'il faut tuer (Il tuo dolce corpo da uccidere), d'Alfonso Brescia : Franz Adler
- 1970 : Shango, la pistola infallibile, d'Edoardo Mulargia : Droster
- 1970 : Arriva Sabata... (Arriva Sabata!...), de Tulio Demicheli : Mangusta
- 1971 : Et viva la révolution ! (Viva la muerte... tua!), de Duccio Tessari : général Huerta
- 1971 : Anda muchacho, spara!, d'Aldo Florio : Redfield
- 1971 : La araucana, de Julio Coll : Virrey Lagasca
- 1971 : Les Quatre Mercenaires d'El Paso (El hombre de Río Malo), d'Eugenio Martín : général Duarte
- 1971 : Il lungo giorno della violenza, de Giuseppe Maria Scotese : Juan Cisneros
- 1971 : La folie des grandeurs de Gérard Oury : Cortega
- 1972 : Te Deum, d'Enzo G. Castellari : Grant
- 1972 : Le Couteau de glace (Il coltello di ghiaccio), d'Umberto Lenzi : Marcos
- 1972 : Far West Story (La banda J. & S. - Cronaca criminale del Far West), de Sergio Corbucci : García
- 1972 : La Maison de la brume (La mansión de la niebla), de Francisco Lara Polop : M. Tremont
- 1973 : Tequila! (it), de Tulio Demicheli : Dekovan
- 1973 : Mais qu'est-ce que je viens foutre au milieu de cette révolution ? (Che c'entriamo noi con la rivoluzione?), de Sergio Corbucci : Herrero
- 1973 : Les rangers défient les karatékas (Tutti per uno botte per tutti), de Bruno Corbucci : Leduc
- 1973 : Le Conseiller (Il consigliori), d'Alberto De Martino : Calogero Vezza
- 1973 : Ricco, de Tulio Demicheli : Cirano
- 1974 : Trinita, connais pas (Simone e Matteo - Un gioco da ragazzi), de Giuliano Carnimeo : Le Renard
- 1974 : On l'appelait Milady (The Four Musketeers: Milady's Revenge) de Richard Lester
- 1974 : Lisa et le Diable (Lisa e il diavolo), de Mario Bava : Francis Lane
- 1975 : L'assassino è costretto ad uccidere ancora, de Luigi Cozzi : inspecteur de police
- 1976 : Ça va être ta fête, Robin (Storia di arcieri, pugni e occhi neri), de Tonino Ricci : Duc de Sherwood
- 1979 : Le Chasseur de monstres (Il cacciatore di squali), d'Enzo G. Castellari : capitaine Gómez
- 1980 : L'Avion de l'apocalypse (Incubo sulla città contaminata), d'Umberto Lenzi : docteur Kramer
- 1980 : Buitres sobre la ciudad, de Gianni Siragusa
- 1982 : L'Abîme des morts vivants (La tumba de los muertos vivientes), de Jesús Franco : Kurt Meitzell (dans la version espagnole)
- 1982 : Meurtre au Vatican (Morte in Vaticano), de Marcello Aliprandi : le recteur
- 1983 : Les Exterminateurs de l'an 3000 (Il giustiziere della strada), de Giuliano Carnimeo : sénateur
- 1984 : Yellow Hair and the Fortress of Gold (en), de Matt Cimber : Man-Who-Knows